# Katja Winkler (Theologin)
Katja Winkler (* 1975 in Worms) ist eine deutsche römisch-katholische Theologin und Sozialethikerin. Sie ist Assistenz-Professorin am Institut für Christliche Sozialwissenschaften der Katholischen Privat-Universität Linz und Sprecherin des Forschungsschwerpunnktes "Wirtschaft - Ethik - Gesellschaft".

## Leben
Winkler studierte in Mainz und Innsbruck katholische Theologie und Germanistik und arbeitete nach einem Promotionsstipendium des DFG-Graduiertenkollegs „Anthropologische Grundlagen und Entwicklungen im Christentum und Islam“ in Bamberg und als Wissenschaftliche Mitarbeiterin in Mainz. Von 2007 bis 2012 war Winkler als Wissenschaftliche Mitarbeiterin (Assistenz von Karl Gabriel) am Institut für Christliche Sozalwissenschaften (ICS) sowie am Exzellenzcluster Religion und Politik der Universität Münster tätig. Ebenfalls als Wissenschaftliche Mitarbeiterin arbeitete sie von 2011 bis 2019 an der Universität Tübingen (Assistenz von Matthias Möhring-Hesse), bevor sie 2019 als Assistenzprofessorin an die Katholische Universität Linz wechselte (Assistenz von Christian Spieß). Katja Winkler promovierte 2015 in theologischer Sozialethik an der Universität Tübingen mit einer Arbeit zum Capabilities Approach Martha Nussbaums. 2022 folgte die Habilitation im Fach Christliche Sozialwissenschaften an der Katholischen Privat-Universität Linz mit einer Arbeit zum „Repräsentationsdilemma in der Theologischen Ethik“.

## Wirken
Winkler lehrt und forscht zur Christlichen Sozialethik und Sozialwissenschaften. Zu ihren primären Forschungsinteressen gehört die Auseinandersetzung mit dem Liberalismus sowohl aus der Perspektive des Capabilities Ansatzes von Martha Nussbaum als auch aus der Perspektive der Postcolonial Studies. Dabei gilt ihr Fokus der Problematik des universalen Geltungsanspruchs des Liberalismus und der Frage der Repräsentation, der sie mit dem Konzept der repräsentativen Repräsentation begegnet.